# Ai se eu te pego!
Ai se eu te pego! (Nederlands: "Oh, als ik je te pakken krijg") is een nummer uit 2008, geschreven door de Braziliaanse songwriters Sharon Acioly en Antônio Dyggs. Het is een nummer in het forró-ritme. De band Os Meninos de Seu Zeh zong het nummer voor het eerst publiekelijk. Het nummer werd voor het eerst opgenomen met de Braziliaanse band Cangaia de Jegue en werd vervolgens tientallen malen gecoverd. In 2011 werd het nummer gepopulariseerd door de Braziliaanse zanger Michel Teló.

## Cangaia de Jegue
De eerste versie van het lied verscheen in het najaar van 2008 in Porto Seguro, aan de zuidelijke kust van Bahia. Het nummer werd een regionaal succes door Cangaia de Jegue, oorspronkelijk gevestigd in Jequié, maar op dat moment gevestigd in Salvador. De groep bracht een gelijknamige album uit waarop de single stond - een grote hit in de staat Bahia.
Het album trok de aandacht van een andere muzikale groep, Garota Safada uit Ceará. Ook de versie van deze groep werd een regionaal succes, ditmaal in het gehele noordoosten van Brazilië. Andere bands die het nummer opnamen, waren Arreio de Ouro, Estakazero, Forró Sacode en Saia Rodada. Dit lied werd ook een grote hit in Suriname, dankzij de introductie in de HitFactory met Raúl Kandhai op Radio 10. Ai se eu te pego is op the Ultimate Magic 20 van 2012 uitverkoren tot plaat van het jaar.

## Michel Teló
Antônio Dyggs, een van de schrijvers van het nummer, zag in dat hij een potentiële nationale hit had gecreëerd. Hij bood het nummer aan de Braziliaanse zanger Michel Teló aan. Zijn versie werd zelfs een internationale hit, met de daaruit voortvloeiende nummer 1-noteringen in Brazilië, Portugal, Spanje en de rest van Europa. Het werd de bestverkochte single van 2012 in zowel Nederland als Vlaanderen.

### Nummers
Download
1. "Ai Se Eu Te Pego" - 2:45

### Hitnoteringen

#### Nederlandse Top 40
| Hitnotering: 31-12-2011 t/m 14-07-2012 | Hitnotering: 31-12-2011 t/m 14-07-2012 | Hitnotering: 31-12-2011 t/m 14-07-2012 | Hitnotering: 31-12-2011 t/m 14-07-2012 | Hitnotering: 31-12-2011 t/m 14-07-2012 | Hitnotering: 31-12-2011 t/m 14-07-2012 | Hitnotering: 31-12-2011 t/m 14-07-2012 | Hitnotering: 31-12-2011 t/m 14-07-2012 | Hitnotering: 31-12-2011 t/m 14-07-2012 | Hitnotering: 31-12-2011 t/m 14-07-2012 | Hitnotering: 31-12-2011 t/m 14-07-2012 | Hitnotering: 31-12-2011 t/m 14-07-2012 | Hitnotering: 31-12-2011 t/m 14-07-2012 | Hitnotering: 31-12-2011 t/m 14-07-2012 | Hitnotering: 31-12-2011 t/m 14-07-2012 | Hitnotering: 31-12-2011 t/m 14-07-2012 |
| Week:                                  | 1                                      | 2                                      | 3                                      | 4                                      | 5                                      | 6                                      | 7                                      | 8                                      | 9                                      | 10                                     | 11                                     | 12                                     | 13                                     | 14                                     | 15                                     |
| -------------------------------------- | -------------------------------------- | -------------------------------------- | -------------------------------------- | -------------------------------------- | -------------------------------------- | -------------------------------------- | -------------------------------------- | -------------------------------------- | -------------------------------------- | -------------------------------------- | -------------------------------------- | -------------------------------------- | -------------------------------------- | -------------------------------------- | -------------------------------------- |
| Positie:                               | 18                                     | 6                                      | 1                                      | 1                                      | 1                                      | 1                                      | 1                                      | 1                                      | 1                                      | 1                                      | 1                                      | 1                                      | 1                                      | 2                                      | 5                                      |
| Week:                                  | 16                                     | 17                                     | 18                                     | 19                                     | 20                                     | 21                                     | 22                                     | 23                                     | 24                                     | 25                                     | 26                                     | 27                                     | 28                                     | 29                                     |                                        |
| Positie:                               | 5                                      | 5                                      | 6                                      | 8                                      | 9                                      | 10                                     | 16                                     | 17                                     | 19                                     | 25                                     | 27                                     | 27                                     | 31                                     | 40                                     | uit                                    |

#### NederlandseSingle Top 100
| Hitnotering: 17-12-2011 t/m 22-09-2012 | Hitnotering: 17-12-2011 t/m 22-09-2012 | Hitnotering: 17-12-2011 t/m 22-09-2012 | Hitnotering: 17-12-2011 t/m 22-09-2012 | Hitnotering: 17-12-2011 t/m 22-09-2012 | Hitnotering: 17-12-2011 t/m 22-09-2012 | Hitnotering: 17-12-2011 t/m 22-09-2012 | Hitnotering: 17-12-2011 t/m 22-09-2012 | Hitnotering: 17-12-2011 t/m 22-09-2012 | Hitnotering: 17-12-2011 t/m 22-09-2012 | Hitnotering: 17-12-2011 t/m 22-09-2012 | Hitnotering: 17-12-2011 t/m 22-09-2012 | Hitnotering: 17-12-2011 t/m 22-09-2012 | Hitnotering: 17-12-2011 t/m 22-09-2012 | Hitnotering: 17-12-2011 t/m 22-09-2012 | Hitnotering: 17-12-2011 t/m 22-09-2012 | Hitnotering: 17-12-2011 t/m 22-09-2012 | Hitnotering: 17-12-2011 t/m 22-09-2012 | Hitnotering: 17-12-2011 t/m 22-09-2012 | Hitnotering: 17-12-2011 t/m 22-09-2012 | Hitnotering: 17-12-2011 t/m 22-09-2012 | Hitnotering: 17-12-2011 t/m 22-09-2012 |
| Week:                                  | 1                                      | 2                                      | 3                                      | 4                                      | 5                                      | 6                                      | 7                                      | 8                                      | 9                                      | 10                                     | 11                                     | 12                                     | 13                                     | 14                                     | 15                                     | 16                                     | 17                                     | 18                                     | 19                                     | 20                                     | 21                                     |
| -------------------------------------- | -------------------------------------- | -------------------------------------- | -------------------------------------- | -------------------------------------- | -------------------------------------- | -------------------------------------- | -------------------------------------- | -------------------------------------- | -------------------------------------- | -------------------------------------- | -------------------------------------- | -------------------------------------- | -------------------------------------- | -------------------------------------- | -------------------------------------- | -------------------------------------- | -------------------------------------- | -------------------------------------- | -------------------------------------- | -------------------------------------- | -------------------------------------- |
| Positie:                               | 78                                     | 9                                      | 5                                      | 1                                      | 1                                      | 2                                      | 1                                      | 1                                      | 1                                      | 1                                      | 1                                      | 2                                      | 2                                      | 2                                      | 2                                      | 2                                      | 3                                      | 3                                      | 6                                      | 6                                      | 4                                      |
| Week:                                  | 22                                     | 23                                     | 24                                     | 25                                     | 26                                     | 27                                     | 28                                     | 29                                     | 30                                     | 31                                     | 32                                     | 33                                     | 34                                     | 35                                     | 36                                     | 37                                     | 38                                     | 39                                     | 40                                     | 41                                     |                                        |
| Positie:                               | 8                                      | 7                                      | 9                                      | 15                                     | 21                                     | 25                                     | 17                                     | 15                                     | 23                                     | 16                                     | 19                                     | 22                                     | 24                                     | 33                                     | 39                                     | 42                                     | 51                                     | 66                                     | 73                                     | 81                                     | uit                                    |

#### VlaamseUltratop 50
| Hitnotering: 24-12-2011 t/m 25-08-2012 | Hitnotering: 24-12-2011 t/m 25-08-2012 | Hitnotering: 24-12-2011 t/m 25-08-2012 | Hitnotering: 24-12-2011 t/m 25-08-2012 | Hitnotering: 24-12-2011 t/m 25-08-2012 | Hitnotering: 24-12-2011 t/m 25-08-2012 | Hitnotering: 24-12-2011 t/m 25-08-2012 | Hitnotering: 24-12-2011 t/m 25-08-2012 | Hitnotering: 24-12-2011 t/m 25-08-2012 | Hitnotering: 24-12-2011 t/m 25-08-2012 | Hitnotering: 24-12-2011 t/m 25-08-2012 | Hitnotering: 24-12-2011 t/m 25-08-2012 | Hitnotering: 24-12-2011 t/m 25-08-2012 | Hitnotering: 24-12-2011 t/m 25-08-2012 | Hitnotering: 24-12-2011 t/m 25-08-2012 | Hitnotering: 24-12-2011 t/m 25-08-2012 | Hitnotering: 24-12-2011 t/m 25-08-2012 | Hitnotering: 24-12-2011 t/m 25-08-2012 | Hitnotering: 24-12-2011 t/m 25-08-2012 | Hitnotering: 24-12-2011 t/m 25-08-2012 |
| Week:                                  | 1                                      | 2                                      | 3                                      | 4                                      | 5                                      | 6                                      | 7                                      | 8                                      | 9                                      | 10                                     | 11                                     | 12                                     | 13                                     | 14                                     | 15                                     | 16                                     | 17                                     | 18                                     | 19                                     |
| -------------------------------------- | -------------------------------------- | -------------------------------------- | -------------------------------------- | -------------------------------------- | -------------------------------------- | -------------------------------------- | -------------------------------------- | -------------------------------------- | -------------------------------------- | -------------------------------------- | -------------------------------------- | -------------------------------------- | -------------------------------------- | -------------------------------------- | -------------------------------------- | -------------------------------------- | -------------------------------------- | -------------------------------------- | -------------------------------------- |
| Positie:                               | 36                                     | 8                                      | 3                                      | 1                                      | 1                                      | 1                                      | 1                                      | 1                                      | 1                                      | 1                                      | 1                                      | 2                                      | 2                                      | 5                                      | 5                                      | 5                                      | 5                                      | 5                                      | 9                                      |
| Week:                                  | 20                                     | 21                                     | 22                                     | 23                                     | 24                                     | 25                                     | 26                                     | 27                                     | 28                                     | 29                                     | 30                                     | 31                                     | 32                                     | 33                                     | 34                                     | 35                                     | 36                                     |                                        |                                        |
| Positie:                               | 8                                      | 9                                      | 13                                     | 15                                     | 18                                     | 17                                     | 19                                     | 25                                     | 22                                     | 19                                     | 20                                     | 22                                     | 32                                     | 22                                     | 29                                     | 43                                     | 38                                     | uit                                    |                                        |

#### VlaamseRadio 2 Top 30
| Hitnotering: 07-01-2012 t/m 26-05-2012 | Hitnotering: 07-01-2012 t/m 26-05-2012 | Hitnotering: 07-01-2012 t/m 26-05-2012 | Hitnotering: 07-01-2012 t/m 26-05-2012 | Hitnotering: 07-01-2012 t/m 26-05-2012 | Hitnotering: 07-01-2012 t/m 26-05-2012 | Hitnotering: 07-01-2012 t/m 26-05-2012 | Hitnotering: 07-01-2012 t/m 26-05-2012 | Hitnotering: 07-01-2012 t/m 26-05-2012 | Hitnotering: 07-01-2012 t/m 26-05-2012 | Hitnotering: 07-01-2012 t/m 26-05-2012 | Hitnotering: 07-01-2012 t/m 26-05-2012 | Hitnotering: 07-01-2012 t/m 26-05-2012 | Hitnotering: 07-01-2012 t/m 26-05-2012 | Hitnotering: 07-01-2012 t/m 26-05-2012 | Hitnotering: 07-01-2012 t/m 26-05-2012 | Hitnotering: 07-01-2012 t/m 26-05-2012 | Hitnotering: 07-01-2012 t/m 26-05-2012 | Hitnotering: 07-01-2012 t/m 26-05-2012 | Hitnotering: 07-01-2012 t/m 26-05-2012 | Hitnotering: 07-01-2012 t/m 26-05-2012 | Hitnotering: 07-01-2012 t/m 26-05-2012 | Hitnotering: 07-01-2012 t/m 26-05-2012 |
| Week:                                  | 1                                      | 2                                      | 3                                      | 4                                      | 5                                      | 6                                      | 7                                      | 8                                      | 9                                      | 10                                     | 11                                     | 12                                     | 13                                     | 14                                     | 15                                     | 16                                     | 17                                     | 18                                     | 19                                     | 20                                     | 21                                     |                                        |
| -------------------------------------- | -------------------------------------- | -------------------------------------- | -------------------------------------- | -------------------------------------- | -------------------------------------- | -------------------------------------- | -------------------------------------- | -------------------------------------- | -------------------------------------- | -------------------------------------- | -------------------------------------- | -------------------------------------- | -------------------------------------- | -------------------------------------- | -------------------------------------- | -------------------------------------- | -------------------------------------- | -------------------------------------- | -------------------------------------- | -------------------------------------- | -------------------------------------- | -------------------------------------- |
| Positie:                               | 21                                     | 11                                     | 3                                      | 2                                      | 1                                      | 1                                      | 1                                      | 1                                      | 1                                      | 1                                      | 1                                      | 3                                      | 4                                      | 8                                      | 10                                     | 14                                     | 20                                     | 21                                     | 24                                     | 28                                     | 30                                     | uit                                    |

#### NPO Radio 2 Top 2000
Ai se eu te pego! stond alleen in 2012 in de NPO Radio 2 Top 2000, op plek 989.